# Oaklands Junction
Oaklands Junction är en del av en befolkad plats i Australien. Den ligger i kommunen Hume och delstaten Victoria, omkring 24 kilometer nordväst om delstatshuvudstaden Melbourne. Antalet invånare är 295.
Runt Oaklands Junction är det ganska tätbefolkat, med 134 invånare per kvadratkilometer.. Närmaste större samhälle är Reservoir, omkring 18 kilometer sydost om Oaklands Junction. 
Trakten runt Oaklands Junction består till största delen av jordbruksmark. Genomsnittlig årsnederbörd är 971 millimeter. Den regnigaste månaden är juni, med i genomsnitt 115 mm nederbörd, och den torraste är januari, med 34 mm nederbörd.